# Clan Takigawa
Le clan Takigawa (滝 川 氏) est un clan japonais dans la province d'Owari dont les origines sont inconnues mais nous savons[Qui ?] que, grâce à Takigawa Kazumasu, le clan a été important au XVIe siècle pendant l'époque Sengoku. Kazumasu est un général sous le commandement d'Oda Nobunaga et plus tard sous celui de Toyotomi Hideyoshi. Après la mort de Kazumasu, le clan perd de son importance.